# Кедірі
Кедірі (індонез. Kediri) — місто в індонезійській провінції Східна Ява.

## Географія
Розташоване у південно-західній частині провінції на північний захід від Маланга.

### Клімат
Місто знаходиться у зоні, котра характеризується мусонним кліматом. Найтепліший місяць — листопад із середньою температурою 28.5 °C (83.3 °F). Найхолодніший місяць — липень, із середньою температурою 26.7 °С (80.1 °F).
| Клімат Кедірі           | Клімат Кедірі | Клімат Кедірі | Клімат Кедірі | Клімат Кедірі | Клімат Кедірі | Клімат Кедірі | Клімат Кедірі | Клімат Кедірі | Клімат Кедірі | Клімат Кедірі | Клімат Кедірі | Клімат Кедірі | Клімат Кедірі |
| Показник                | Січ.          | Лют.          | Бер.          | Квіт.         | Трав.         | Черв.         | Лип.          | Серп.         | Вер.          | Жовт.         | Лист.         | Груд.         | Рік           |
| Середня температура, °C | 27,6          | 27,6          | 27,7          | 27,8          | 27,6          | 27            | 26,7          | 27,1          | 27,6          | 28,4          | 28,5          | 28,2          | 27,7          |
| Норма опадів, мм        | 328.3         | 322.5         | 321           | 198.7         | 127.6         | 38.4          | 27.2          | 16.9          | 28.8          | 74.1          | 137.1         | 262.3         | 1882.9        |
| Днів з опадами          | 17,8          | 17,4          | 15,8          | 10,6          | 7,3           | 5,9           | 2,5           | 1,6           | 2             | 3,4           | 6,7           | 14,5          | 105,5         |
| Вологість повітря, %    | 83.2          | 84.1          | 83.6          | 79.8          | 79.2          | 75.8          | 72.2          | 69.8          | 67.6          | 68.7          | 73.4          | 79.2          | 76.4          |
| ----------------------- | ------------- | ------------- | ------------- | ------------- | ------------- | ------------- | ------------- | ------------- | ------------- | ------------- | ------------- | ------------- | ------------- |
| Джерело: Weatherbase    |               |               |               |               |               |               |               |               |               |               |               |               |               |